# 中川幹太
中川 幹太（なかがわ かんた、1975年〈昭和50年〉6月20日 - ）は、日本の政治家。新潟県上越市長（1期）。元上越市議会議員（2期）。

## 来歴・人物
広島県広島市で生まれ、大阪府や兵庫県で育った。兵庫県立北摂三田高等学校卒業。広島大学工学部を卒業後、公益財団法人日本環境協会エコマーク事務局で勤務。環境NPO活動を通じて新潟県上越市に移り住み、2001年から上越市桑取地区を活動拠点としたNPO活動に従事する。
2008年、上越市議会議員選挙に無所属で出馬し、上越市制発足以降最多得票である4372票を獲得しトップ当選。2012年に再選。
2017年10月22日、第48回衆議院議員総選挙にあわせ上越市長選挙が1週間前倒しで執行される。中川は同選挙に立候補するも、現職の村山秀幸に僅差で敗れる。
※当日有権者数：163,593人 最終投票率：64.34%（前回比：pts）
| 候補者名 | 年齢 | 所属党派 | 新旧別 | 得票数   | 得票率 | 推薦・支持 |
| -------- | ---- | -------- | ------ | -------- | ------ | ---------- |
| 村山秀幸 | 69   | 無所属   | 現     | 52,609票 | 50.70% |            |
| 中川幹太 | 42   | 無所属   | 新     | 51,147票 | 49.30% |            |

2021年10月4日、岸田文雄総理大臣が第49回衆議院議員総選挙を10月31日に行うことを記者会見で発表。これにより任期満了に伴う上越市長選挙は衆院選と同日に行われることとなった。同年10月8日、出馬の準備を進めていた元市長の宮越馨は中川と共同で記者会見を開き、自身の不出馬と市長選の中川支援を表明した。10月31日に行われた上越市長選挙に立候補。自民党や社民党の県議、20人を超える市議団、地元経済団体の支援を受けた前副市長の野澤朗を破り初当選を果たした。
※当日有権者数：158,226人 最終投票率：66.09%（前回比：+1.75pts）
| 候補者名 | 年齢 | 所属党派 | 新旧別 | 得票数   | 得票率 | 推薦・支持 |
| -------- | ---- | -------- | ------ | -------- | ------ | ---------- |
| 中川幹太 | 46   | 無所属   | 新     | 54,954票 | 54.24% |            |
| 野澤朗   | 64   | 無所属   | 新     | 46,354票 | 45.76% |            |

## 批判を受けた発言
- 2022年4月19日、中川は若手経営者グループ主催の意見交換会に出席し、商店街の現状について指摘する中で「直江津に商店街はない」などと発言。同月27日の定例会見の中で「真意が伝わらず、誤解を与えた部分についてお詫び申し上げる」として発言を謝罪した。会見では記者から、真意や誰に対しての謝罪なのかを問う質問が相次いだ。中川は「近々商店街の皆さんに直接会って説明する」と繰り返し、記者会見の場での釈明はなかった[9]。
- 2023年7月5日、上越市内で行われた新潟経済同友会との懇談会において、市内の私立高校2校の名前を挙げた上で「県内では県立、公立よりもレベルが下にある」と発言した。席上で一旦は発言を訂正したが、記者対応で「偏差値が低い」などとも説明した。翌日に中川は当該2校へ訪問した上で謝罪した[10]。
- 2024年6月18日、市議会本会議で企業誘致の促進についての質問に答える中で、市内に工場を構える企業について「研究開発をしている方々は270名程度でそれ以外は工場での勤務で、基本的には高校を卒業したレベルの皆さん。頭のいい方だけが来るわけではない」と発言。その後は議会審議を中断し発言を撤回し謝罪した。議会ではこの発言を問題視する議員から問責決議案が提出されたが、賛成少数で否決された[11]。翌19日の本会議で発言を撤回陳謝するも、答弁で社名を間違えていることを議員に指摘されて言い直した[12]。同月21日には市内にある企業の事業所を訪れ、「従業員の心を傷つけて申し訳ない」と謝罪した[13]。7月8日には自身の給与の5カ月分（7～11月）を全額削減する方針を示した[14]。同月19日に議会で辞職勧告決議案が賛成25、反対6の賛成多数で可決された。中川が提出した給料全額削減のための条例改正案については、市議から「何かある度にお詫びの繰り返しで、市長の発する言葉の重さが分かっていない」、「お金で解決するのではなく、一度退いて出直すべき」などの意見が相次ぎ、賛成なしで否決された[15][16]。8月23日、定例記者会見で辞職しないと表明した。「職責を全うする」と重ねて強調した上で、事態の責任を取るため、政治から退いた段階で、市議会に提案して否決された減給5カ月分に相当する額を市に寄付するとした[17]。9月2日、議会で不信任決議案の採決が行われ、否決された。賛成11人、反対21人だった[18]。
- 2025年7月、過去住んでいた三田市の米が「まずい」と相次いで発言したことで、三田市の田村克也市長からの抗議を受けた[19]。中川は抗議を受け、「三田市並びに市民の皆様に不快な思いを抱かせてしまったことについて、心から深くおわび申し上げます」とのコメントを出した[20]。同月14日、上越市議会は全会派一致で中川に対して辞職を求める申し入れを行った[21][22]。